# Алиса в Стране чудес (фильм, 1976)
«Алиса в Стране чудес» (англ. Alice in Wonderland) — американский порнографический музыкальный фильм 1976 года, по мотивам одноимённой сказки (1864) Льюиса Кэрролла.

## Сюжет
Алиса оскорбляет своего возлюбленного Уильяма, отвергая его ухаживания. Расстроенная произошедшим, она засыпает за чтением «Алисы в Стране чудес». Во сне к ней является Белый кролик и сопровождает её в эротическую Страну чудес.

## В ролях
- Кристин Дебелл — Алиса (впервые на экране)
- Ларри Джелман — Белый кролик
- Рон Нельсон — Уильям
- Бредфорд Армдекстер — Шалтай-Болтай
- Алан Новак — Болванщик
- Сью и Тони Ценгоулс — Траляля и Труляля
- Джон Лоуренс — Червонный король
- Гела Неш-Тейлор — Червонная королева

## Создание
Продюсер Билл Оско, уже известный своими несколькими порнографическими фильмами, решил сделать вольную экранизацию сказки, когда обнаружил, что она не охраняется авторскими правами.
Фильм вышел в прокат с рейтингом англ. X rating (только для взрослых) 10 декабря 1976 года, но уже год спустя рейтинг был понижен до R в связи с тем, что 20th Century Fox, которая стала одним из дистрибьютеров, вырезала три минуты с самыми жёсткими сценами.
Фильм имел большой успех, и поэтому два года спустя в ленту были добавлены новые, ещё более жёсткие порно-сцены с теми же актёрами, обновлены титры (первоначально картина была поджанра «софткор-порно»).
DVD с обоими вариантами фильма вышел в декабре 2007 года.
Фильм упоминается в одном из эпизодов известного анимационного сериала про Симпсонов. Мэгги и Лиза Симпсоны вместе читают детскую книжку про Алису в Стране чудес. Присутствующий при этом бармен Мо Сизлак думает, что эта книга — сценарий одноимённого порнофильма, который он смотрел в молодости.
В 2009 году в Великобритании был снят фильм со схожим сюжетом — «Мэлис в Стране чудес». Студентка-американка Мэлис находится в Лондоне. После того, как её сбило таинственное чёрное такси, она очнулась с амнезией в мире, находящемся за миллион миль, — Стране чудес. В своем путешествии по этой стране девушка встретит очень странных персонажей.